# Masoud Pezeshkian
Masoud Pezeshkian (Perzisch: مسعود پزشکیان) (Mahabad, 29 september 1954) is een Iraanse hartchirurg en is sinds 2024 president van Iran. Hij is de negende president van het land sinds de Iraanse Revolutie (1978-'79). Hij was eerder ook minister van Volksgezondheid. Pezeshkian staat bekend als een gematigde, hervormingsgezinde politicus die de banden met het Westen wil verbeteren.

## Biografie
Pezeshkian werd geboren op 29 september 1954 in Mahabad, een stad in de provincie West-Azerbeidzjan die bekend staat om zijn grote bevolking van Azerbeidzjaanse en Koerdische etnische minderheden. Zijn vader was Iraans Azebeidzjaan en zijn moeder Iraans-Koerdisch. 
Na zijn miltaire dienst tijdens het Shah-regime, volgde hij een medische opleiding en diende hij als arts en strijder onder het Ayatollah-regime tijdens de oorlog tussen Iran en Irak. Na de oorlog specialiseerde hij zich in cardiologie en hartchirurgie aan de Universiteit van Tabriz en de Universiteit van Teheran.
Hij was gehuwd met een gynaecologe en had met haar vier kinderen. Bij een auto-ongeluk in 1994 verloor hij zijn vrouw en zijn jongste zoon.
Van 2001 tot 2005 was hij Minister van Volksgezondheid onder de regering van Mohammad Khatami. 
Van 2008 tot 2024 was hij voor zijn kiesdistrict Tabriz, Osku en Azarshahr lid, 4 keer herkozen, van de Majlis (parlement van Iran). Van 2016 tot 2020 was hij de First Deputy Speaker (Eerste Ondervoorzitter) van het parlement.  
In 2013 deed Pezeshkian voor het eerst mee aan de presidentsverkiezingen, maar werd niet verkozen. Bij zijn tweede deelname op 5 juli 2024 won hij deze keer wel met 16,3 miljoen stemmen (53,7%). Zijn voorganger Ebrahim Raisi was op 19 mei 2024 overleden door een ongeval, waarna oud-president Mohammad Khatami als interim-president optrad tot de installatie van Pezeshkian op 30 juli.